# Айно Акте
Айно Акте (на фински: Aino Ackté) е финландска оперна певица (сопрано). Тя е първата финландска оперна певица с международна популярност.
Родителите ѝ са мецо-сопраното Еми Ахте  и диригентът и композитор Лоренц Николай Ахте. През 1901 сключва брак с доктора Хейки Ренвал, от когото на следващата година ражда дъщеря (Глори Лепянен).
Като малка, Акте взима уроци по оперно пеене от майка си. През 1894 отива да учи в Парижката консерватория и през 1897 дебютира в Гранд опера. Поради успешното си представяне в операта Фауст, през следващите шест години продължава да пее там.
След Париж Акте пее в Метрополитън опера в Ню Йорк и след това в Ковънт Гардън в Лондон. След като приключва с международната си кариера, Акте се завръща във Финландия за прощалното си изпълнение през 1920. Последната ѝ публична изява е на Оперният фестивал в Савонлина през 1930.
Акте е инициатор на Оперният фестивал в Саволина, който се провежда за пръв път на 3 юли 1912.
Умира от рак на панкреаса през 1944.